# 金庆喜
金庆喜（中文媒体亦翻译为金敬姬，1946年5月30日—），生于平壤，朝鲜民主主义人民共和国建国领导人金日成的女儿。朝鲜劳动党前领导人之一，曾經擔任朝鮮勞動黨中央政治局委員、中央書記局書記、中央組織指導部部長、輕工業部部長。

## 生平
2010年9月，被任命为朝鲜人民军大将。
2013年12月，金庆喜丈夫張成澤因涉叛國罪遭處決，金慶喜並未公開露面。南韓《朝鮮日報》當時分析，她可能已經自殺或去世。
朝鲜中央选举委员会2014年3月11日公布第13届最高人民会议代议员选举结果，687人当选，一名叫“金庆喜”的候选人在平安北道285选区当选。。据日本《产经新闻》报道，朝鲜中央电视台2016年1月17日公布的电视节目中，出席会议佩戴“金庆喜”铭牌的女性议员为同名同姓的另一人。
2014年4月15日朝鲜中央电视台播放的金正恩率朝鲜高层参拜锦绣山太阳宫的新闻中，没有金慶喜身影，而在1月份的画面中金庆喜随同参拜。据此，南韓统一部猜测她可能已被肃清。而4月29日朝鲜中央电视台播放的一部纪录片中再次出现金庆喜的画面，打破了其被肃清的传闻。
2014年11月27日，專門報道朝鮮問題的媒體NK知識人連帶11月26日表示從平壤高層人士口中得到消息稱，去年12月12日丈夫張成澤被金正恩即時處決後，金庆喜在5天後的12月17日即兄長金正日兩周年忌日當天早晨在自己三石住所裏服毒自盡。另一種說法是脫北者反映，金慶喜在與金正恩電話交談時提及丈夫被處決，因情緒激動致突發中風，從而不治身亡。
2015年2月，有大韓民國議員引述國家情報局消息指，久未露面的金庆喜仍然在世，但未有透露詳情。
2017年8月31日，韩国国会情报委员会报告称，金庆喜已远离权力中心，在平壤郊区隐居疗养，疑似患有糖尿病和酒精依赖症。
2020年1月25日，朝鲜官方通讯社朝中社报道她与金正恩等人出席观看春节演出，礼宾排名仅次于国务委员会及第一副委员长崔龙海，打消了她已身故的传闻。

## 家庭
父親為朝鮮前領導人金日成，母親為金正淑，兄長是前領導人金正日。她也是現領導人金正恩的姑母。丈夫张成泽在被肃清前被认为是朝鲜实际上的“二号人物”。，金正恩掌權後命夫婦二人離婚。